# Vergie Derman
Vergie Derman (Johannesburg, 18 settembre 1942) è una ballerina sudafricana naturalizzata britannica, prima ballerina del Royal Ballet dal 1972 al 1983.

## Biografia
Nata in Sudafrica, si trasferì durante l'adolescenza a Londra per studiare alla Royal Ballet School. Nel 1962 fu scritturata dal Royal Ballet, con cui danzò per quattro anni prima di unirsi temporaneamente alla Staatsoper Unter den Linden durante la stagione 1966/1967. Successivamente tornò a danzare al Covent Garden, venendo promossa al rango di solista nel 1968 e a quello di prima ballerina nel 1972. 
Nel 1964 fu la prima interprete del ruolo di Hernia in occasione della prima mondiale di The Dream di Frederick Ashton. Inoltre danzò in un vasto repertorio di balletti classici, neoclassici e romantici, interpretando parti quali Odette e Odile ne Il lago dei cigni, Calliope nell'Apollon musagète di Balanchine, Myrtha in Giselle e la Fata di Lillà ne La bella addormentata. Insieme al Royal Ballet danzò anche sulle scene italiane, apparendo al Teatro dell'Opera di Roma nel 1965 con The Dream e nel Romeo e Giulietta di Kenneth MacMillan alle Terme di Caracalla nel 1982.